# Chrysolina gansuica
Chrysolina gansuica – gatunek chrząszcza z rodziny stonkowatych i podrodziny Cryptocephalinae.
Gatunek ten opisany został w 2006 roku przez Igora K. Łopatina na podstawie pojedynczej samicy.
Chrząszcz o jednobarwnie czarnym, z wierzchu gęsto i delikarnie szagrynowanym oraz bardzo rozproszenie mikropunktowanym ciele długości 9,7 mm. Szeroko owalny ostatni człon głaszczków szczękowych jest nieco dłuższy od przedostatniego. Przedplecze tak szerokie jak długie, o szeroko zaokrąglonych bokach, wzdłuż których krawędzi biegnie nieregularny rządek większych punktów. Pokrywy blisko trzykrotnie dłuższe od przedplecza i pozbawione wyniosłości barkowych. Boki pokryw od kątów barkowych do przedniej ⅓ wyraźnie się rozszerzające, a dalej szeroko, łukowato zwężone.
Owad znany tylko z Gansu w Chinach, gdzie został odłowiony nad rzeką Jangtang He.